# Росмален
Росма́лен (нід. Rosmalen) — місто в Нідерландах (провінція Північний Брабант). Від 1996 року входить до муніципальних меж Гертогенбосу.

## Історія
Археологічні розкопки дають змогу стверджувати, що люди мешкали в районі сучасного Росмалена ще в доісторичну епоху. Сам населений пункт вперше згадано в літописах 815 року як Rosmalla або Rosmella.
1309 року Жан II Тихий, герцог Брабанту, надав Росмалену герб, на якому зображено плуг і чотирипелюстковий листок конюшини. Цей герб із мінімальними змінами проіснував до 1995 року і карбувався на виготовленій у Росмалені зброї.

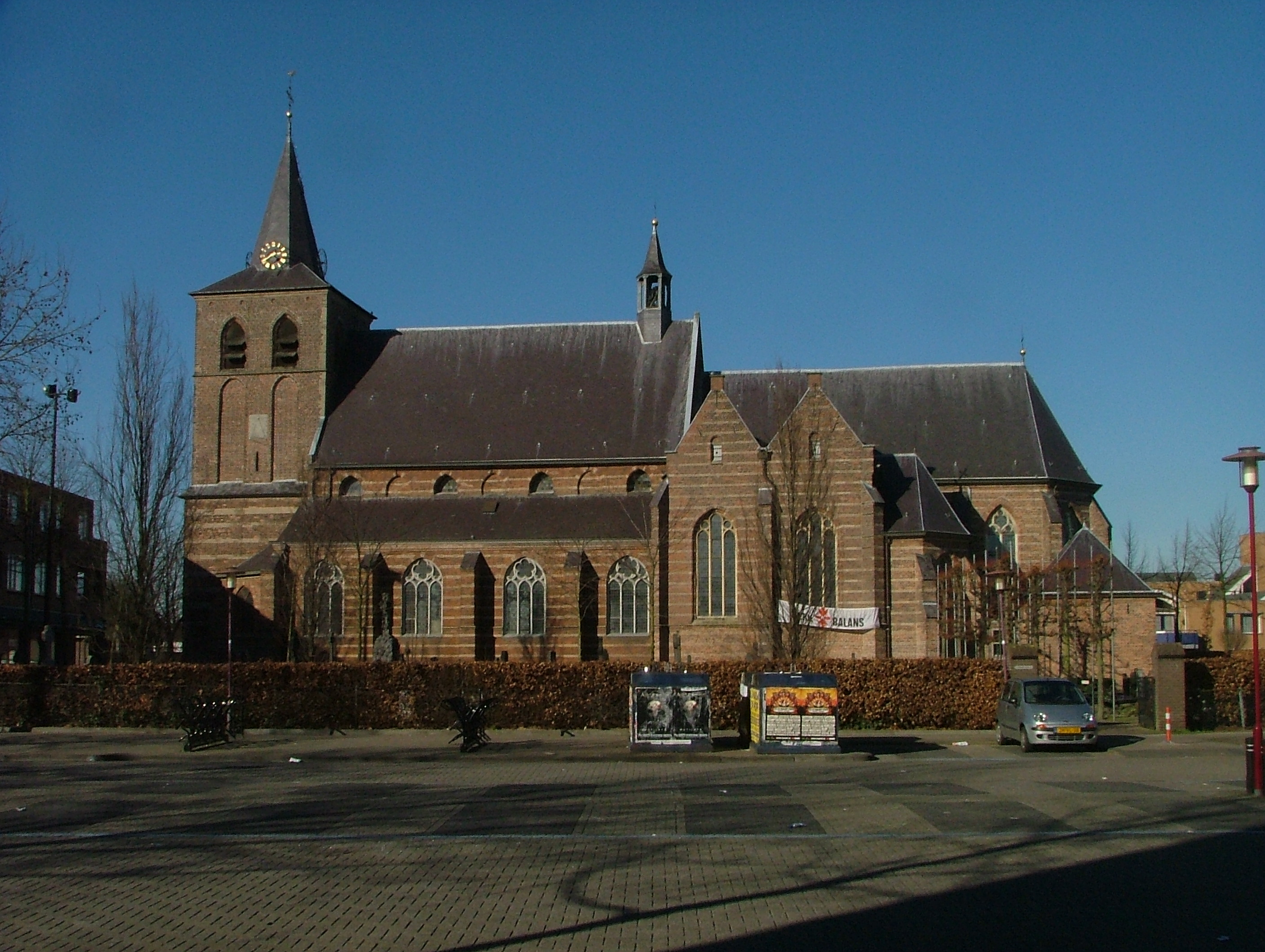
Церква Святого Ламберта у Росмалені.

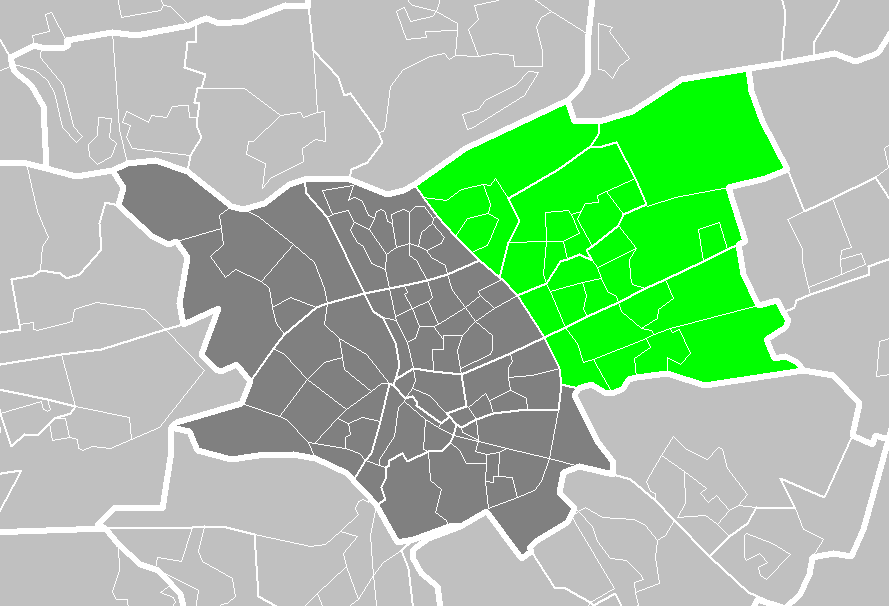
Муніципальні контури Гертогенбосу (Росмален виділено яскраво-зеленим кольором)

1434 року поряд із Росмаленом засновано монастир Святої Біргітти.
Під час Нідерландської революції найближче місто Гертогенбос стало на бік іспанців. 1629 року після тривалої облоги військами штатгальтера Фредеріка-Гендріка місто впало, і навколишні села передано у власність держави. Цей крок негативно позначився на Росмалені з його католицькою громадою: католицьку церкву святого Ламберта передано під контроль протестантів, під яким вона залишалася до 1823 року.
У XVIII столітті Росмален зазнав кількох значних стихійних лих. У 1719 році на нього обрушується посуха, в 1767 — бурі, а в 1781 році він переживає епідемію холери або дизентерії, яка за два місяці забрала життя трьох відсотків населення.
1813 року в Росмалені вперше з'являється мер. На 1960 рік населення міста досягло десяти тисяч, а на 1985 — 25 тисяч осіб. 1995 року парламент Нідерландів ухвалив закон про об'єднання муніципалітетів навколо Гертогенбосу, включно з Росмаленом, у єдину муніципальну структуру.

## Географія
Росмален розташований у низовині й окремі його райони раніше затоплював Маас, що протікає поруч. Нині нові райони міста будують на дамбах.

У місті приморський клімат: прохолодне літо та м'яка зима.
| Клімат Росмалена        | Клімат Росмалена | Клімат Росмалена | Клімат Росмалена | Клімат Росмалена | Клімат Росмалена | Клімат Росмалена | Клімат Росмалена | Клімат Росмалена | Клімат Росмалена | Клімат Росмалена | Клімат Росмалена | Клімат Росмалена | Клімат Росмалена |
| Показник                | Січ.             | Лют.             | Бер.             | Квіт.            | Трав.            | Черв.            | Лип.             | Серп.            | Вер.             | Жовт.            | Лист.            | Груд.            |                  |
| Середня температура, °C | 2                | 2                | 5                | 8                | 12               | 15               | 17               | 17               | 14               | 11               | 6                | 4                |                  |
| Норма опадів, мм        | 70               | 50               | 50               | 50               | 50               | 65               | 80               | 95               | 80               | 80               | 85               | 85               |                  |
| ----------------------- | ---------------- | ---------------- | ---------------- | ---------------- | ---------------- | ---------------- | ---------------- | ---------------- | ---------------- | ---------------- | ---------------- | ---------------- | ---------------- |

## Культура та спорт
У перший тиждень серпня в Росмалені проводять ярмарки. У місті розташований музей автомобілів Autotron, у якому від 2005 року також проходить міжнародна виставка велосипедів та мотоциклів FietsVAK.
Міський футбольний клуб OJC Rosmalen виступає у найвищому аматорському дивізіоні чемпіонату Нідерландів. У місті проходить щорічний міжнародний тенісний турнір, який нині має назву UNICEF Open. 1989 року Росмален приймав жіночий чемпіонат світу з міжнародних шашок, у якому була першою українська шашистка Ольга Левіна, а 2007 року — юнацький чемпіонат Європи з бейсболу.
У Росмалені діють дві місцеві радіостанції та місцевий канал кабельного телебачення.

## Відомі городяни Росмалена
- Яссін Абделлауї — футболіст, гравець декількох клубів вищого дивізіону чемпіонату Нідерландів
- Аннемарі Верстаппен — плавчиня (вільний стиль), триразова призерка Олімпійських ігор у Лос-Анджелесі, чемпіонка світу 1982 року на дистанції 200 метрів
- Карен ван Літ[ru] — шашистка, віцечемпіонка світу 1995 року з міжнародних шашок та учасниця матчу на звання чемпіонки світу в 1996 році.
- Фелікс вон Гейден — футболіст, бронзовий призер Олімпіади 1920 року в Антверпені, мер Росмалена в 1923—1955 роках
- Ментал Тео — діджей, відомий записами в стилі геппі-гардкор[ru].